# Dąb Kosynier
Dąb Kosynier – pomnikowy dąb szypułkowy, rosnący w Łodzi, we wschodniej części parku im. Adama Mickiewicza.

## Charakterystyka
To drzewo o pojedynczym pniu, z wysoko położoną koroną. Obwód w latach 2013–2014 wynosił 480 cm, natomiast wysokość – 29 metrów. Widoczne są liczne ślady po oderwanych konarach, a u podnóża dębu także dwie dziuple, zabezpieczone kratami. Wiek drzewa ocenia się szacunkowo na około 300 lat.

## Historia
Dąb zawdzięcza swą nazwę wydarzeniom z II połowy XIX wieku. W czasie powstania styczniowego, pod jego konarami zebrali się mieszkańcy, którym dawano broń i zagrzewano ich do walki. Wydarzenia te opisano w „Głosie Robotniczym”, w wydaniu z 9 marca 1960 roku: 

(…) drzewa, jak ludzie, mają swoje imiona – w parku Mickiewicza, na Julianowie, rośnie do dzisiaj dąb, zwany kosynierem, pod jego konarem w dniu 31.01.1863 r. Józef Tampicki, stary garibaldczyk, wręczył robotnikom łódzkim kosy i myśliwskie strzelby skałkowe, a łódzkie kobiety przekazały im sztandar z orłem z napisem <<całość, wolność, niepodległość>> (…)

Kosynier był wymieniany w licznych publikacjach, między innymi w opracowaniu Parki Łodzi:Praca zbiorowa z 1961 roku, autorstwa profesora UŁ, Jakuba Mowszowicza. Wzmiankę na temat dębu (fotografia i obwód – 478 cm) podano też w publikacji Pomniki przyrody województwa łódzkiego z 2010 roku, autorstwa Ireneusza Burzyńskiego, Grażyny Ojrzyńskiej i Piotra Wypycha. Pomiary (480 cm obwodu) i fotografię zamieszczono również w albumie Polskie Drzewa z 2014 roku, autorstwa Krzysztofa Borkowskiego.

## Ochrona i lokalizacja
Dąb jest pomnikiem przyrody od 1990 roku, zgodnie z rozporządzeniem prezydenta Łodzi. Obecną podstawę prawną ochrony drzewa stanowi uchwała Rady Miejskiej z 2015 roku.
Kosynier był kilkakrotnie podpalany. Ostatni pożar z 2002 roku spowodował znaczne szkody, wydawało się, że dąb zamarł, jednakże drzewo odżyło. Wcześniej, aby ratować pomnik przyrody, między innymi wysypano specjalny żwir, odprowadzający nadmiar wilgoci. Sporą dziuplę u podnóża pnia zatkano metalową bramką, a suche konary podcięto.
Drzewo rośnie w południowo-wschodniej części parku im. Adama Mickiewicza (parku Julianowskim) w Łodzi.